# Mariä Himmelfahrt (Kiebingen)

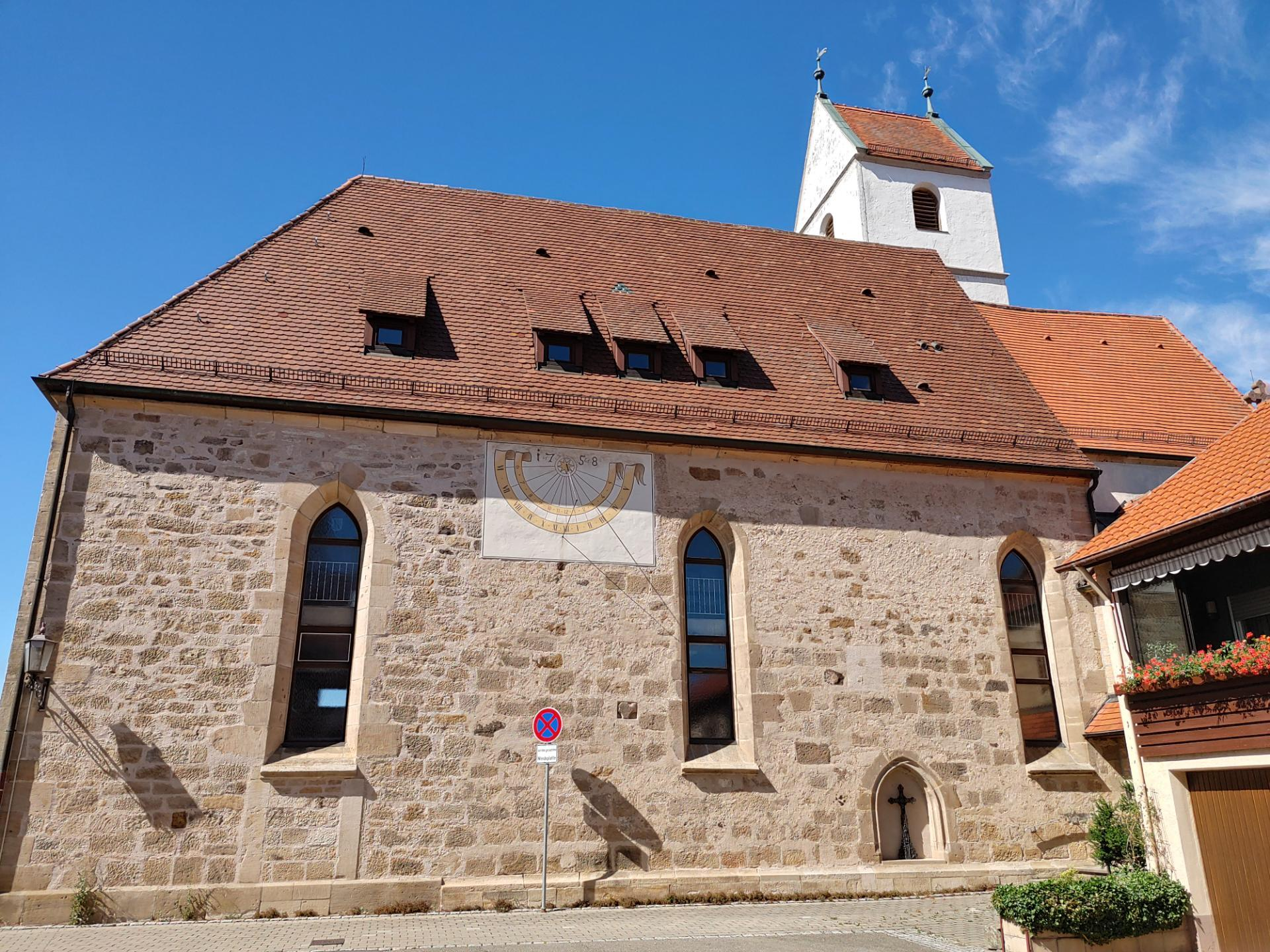
Mariä Himmelfahrt in Kiebingen

Die ehemalige römisch-katholische Pfarrkirche Mariä Himmelfahrt steht in Kiebingen, einem Stadtteil von Rottenburg am Neckar im Landkreis Tübingen in Baden-Württemberg. Das Bauwerk ist beim Landesamt für Denkmalpflege Baden-Württemberg als Baudenkmal eingetragen. Als neue Pfarrkirche dient die Heilig-Geist-Kirche.

## Beschreibung
Die Saalkirche geht auf eine Kapelle aus der 1. Hälfte des 15. Jahrhunderts zurück. Ihr Langhaus wurde 1897–99 nach Westen erweitert, 1963 wurde es zum Gemeindezentrum umgebaut. Der eingezogene, dreiseitig geschlossene Chor, der von Strebepfeilern gestützt wird, steht im Osten. An seiner Nordwand befindet sich ein Chorflankenturm, dessen oberstes Geschoss den Glockenstuhl, und das darunter liegende die Turmuhr beherbergt. Der Innenraum des Chors ist mit einem Kreuzrippengewölbe überspannt. Er dient nunmehr als Kapelle.